# Zanzibararchipel

De Zanzibararchipel

De eilanden Unguja en Pemba

De Zanzibararchipel bestaat uit verschillende eilanden voor de kust van Oost-Afrika ten zuiden van de Somalische zee. De eilandengroep staat ook bekend als de Specerijeneilanden. Er zijn vier hoofdeilanden: drie bewoonde en één koraaleiland, dat dient als een essentiële broedplaats voor zeevogels. Daarnaast bevat de Zanzibararchipel ook een aantal kleinere eilandjes.
Het grootste deel van de archipel behoort tot de semi-autonome regio Zanzibar in Tanzania, terwijl het Mafia-eiland en de omliggende eilandjes deel uitmaken van de Pwaniregio op het vasteland.

## Lijst met eilanden

### Hoofdeilanden
- Unguja ("Zanzibar" in de volksmond)
- Pemba
- Latham (ook wel "Fungu Kizimkazi" genoemd)
- Mafia

### Eilanden rond Unguja
- Bawe
- Changuu
- Chapwani
- Chumbe
- Daloni
- Kwale
- Miwi
- Mnemba
- Murogo Sand Banks
- Nyange
- Pange
- Popo
- Pungume
- Sume
- Tele
- Tumbatu
- Ukombe
- Uzi
- Vundwe

### Eilanden rond Pemba
- Fundo
- Funzi
- Jombe
- Kashan
- Kisiwa Hamisi
- Kisiwa Kamata
- Kisiwa Mbali
- Kisiwa N´gombe
- Kojani
- Kokota
- Kuji
- Kwata
- Makoongwe
- Matumbi Makubwa
- Matumbini
- Misali
- Njao
- Panani
- Panza
- Shamiani
- Sumtama
- Uvinje
- Vikunguni